# Grohoțele
Grohoțele románul: Grohoțele, falu Romániában, Erdélyben, Hunyad megyében.

## Fekvése
Dupapiátra (După Piatră) mellett fekvő település.

## Története
Grohoţele korábban Dupapiátra (După Piatră) része volt. 1956 körül vált külön településsé 189 lakossal.
1966-ban 409, 1977-ben 389, 1992-ben 306, 2002-ben 258 román lakosa volt.